# 反右派闘争
反右派闘争（はんうはとうそう）とは、中華人民共和国において、1957年に毛沢東共産党主席が発動した反体制狩りを指す。

## 経緯・概要
中国共産党は中華人民共和国を建国するにあたり、党外の各民主党派から支持を受けており、国家副主席、国務院の閣僚や全人代副委員長、全国政治協商会議副主席などのポストを民主党派に渡し、少なくとも表面的には協調体制であった。
1956年4月25日、毛沢東は中国共産党中央政治局拡大会議で「十大関係を論ず」とした講話を行い、その中で百花斉放百家争鳴の方針を打ち出した。当時中央宣伝部長だった陸定一も、「文学や芸術、科学研究には独立思考の自由があるべきだし、弁論の自由や創作、批判、自身の意見を発表し、自身の意見を堅持し保留する自由もあるべきだ」と知識分子に対して講話を行った。
1957年5月1日、人民日報は党中央が出した「整風運動に関する指示」を掲載し、全党は官僚主義、宗派主義、主観主義に反対する整風運動の展開を決定し、党外に自身の考え、意見を述べるよう奨励し、党や政府に意見を述べ、共産党の整風を助けるよう求めた。
これらの呼びかけで知識分子を中心とした各界から党と政府に対する不満や提案が出されるようになったが、次第に過激になり「共産党と民主党派が順番に与党となるべき」「共産党が天下を仕切ることに反対する」などの論調が出始めると、毛沢東は5月15日に「事態は変化しつつある」とする内部文書を回し、続けて6月8日人民日報に「これはなぜか」と題された社論を掲載させ、「少数の右派分子が共産党の整風を助ける名目で、共産党と労働者階級の指導権に挑戦し、はなはだしきに至っては、公然と共産党に"下野しろ"とわめいている」と批判した。さらに6月14日には、再び人民日報で文匯報と光明日報を名指しで批判し、光明日報の章伯鈞社長、儲安平編集長、文匯報の浦熙修副編集長（兼北京事務所主任）、中国民主同盟中央副主席の羅隆基が批判された。
10月15日、党中央は「右派分子を決める基準」通知を出し、1958年には55万人の右派が辺境の労働改造所への収容や失職などの憂き目に遭い、あるいは死亡した。
反右派闘争は整風運動とも結びつき、1958年の「大躍進」へと展開していった。

## 後世での歴史的見直し
1977年、胡耀邦が党中央党校副校長に任命され、党校の業務を握ると、冤罪事件の名誉回復が開始された。1978年4月には「反右派闘争自身に誤りはなかったが、問題は拡大化した事だ」として、誤って右派認定された人に対し正当な待遇をするよう指示した。9月には政治的な名誉回復や、剥奪された党籍の回復などが図られ、1980年5月までに右派の名誉回復は完了した。しかし、章伯鈞、羅隆基、彭文応、儲安平、陳仁炳と91人は名誉回復がなされないでいる。
1981年、第11期六中全会の「建国以来の党の若干の歴史問題についての決議」では、
と結論付けるにとどまった。
後に第5代総理となった朱鎔基は、当時国家計画委員会の座談会で国家計画委員会と地方計画委員会の官僚主義を批判したため、1958年4月に右派分子の烙印を押され、党籍を剥奪された。1962年に「赦免」されたものの右派のまま名誉回復はなされず、文化大革命で再度批判され五七幹部学校へ労働改造に送り込まれている。名誉回復と党籍回復は他の幹部と同じく1978年まで待たなくてはならなかった。

## 日本語文献
- 戴晴『毛沢東と中国知識人―延安整風から反右派闘争へ』田畑佐和子訳、東方書店、1990年
- 諸星清佳『中国革命の夢が潰えたとき―毛沢東に裏切られた人々』中公新書、2000年

## 反右派闘争を描いた作品
- 無言歌（2010年、王兵監督）
- 死霊魂（英語版）（2018年、王兵監督）